# Зенітна батарея
Зенітна батаре́я (зенбатр) (від фр. batterie — фр. battre — бити) — основний вогневий та тактичний підрозділ в зенітних артилерійських частинах, що складається з 2—6 і більше зенітних гармат або зенітних кулеметних установок. Зенітні батареї можуть бути окремими (в полковій, береговій зенітній артилерії) або входити до складу зенітного артилерійського дивізіону (полку).
Сучасна зенітна батарея, що діє в складі зенітного артилерійського (зенітно-ракетного) дивізіону, отримує дані розвідки повітряного противника з радіолокаційних станцій взводу управління (пункту управління) дивізіону, зенітних самохідних установок, радіопеленгаторів, оптичних приладів на гранично малих, малих та середніх висотах на місці та під час руху.
Зенітна артилерійська батарея окремого зрадн, яка озброєна зенітними артилерійськими установками, складається з відділення управління, 2-3 зенітних артилерійських взводів. Батарея, як правило, здійснює прикриття КП полку (бригади). Бойовий порядок зенбатр складається з бойових порядків зенітних артилерійських взводів та батарейного командного пункту. Батарея залежно від обстановки і характеру дій військ, які вона прикриває, має бойовий порядок у лінію або в колону взводів. Для виконання бойового завдання батареям зрадн вказуються основні та запасні стартові (вогневі) позиції, маршрути пересування, шляхи підвозу ракет та боєприпасів. 